# كأس تونس لكرة السلة للرجال
كأس تونس لكرة السلة للرجال هي مسابقة لرياضة كرة السلة سنوية تنظم في تونس من قبل الجامعة التونسية لكرة السلة منذ 1958.

## الفائزين

### حسب السنة
| - 1958–59: الزيتونة الرياضية - 1959–60: الجمعية الرياضية الفرنسية - 1960–61: النجم الرياضي الرادسي - 1961–62: النجم الرياضي الرادسي - 1962–63: النجم الرياضي الرادسي - 1963–64: النجم الرياضي الرادسي - 1964–65: النجم الرياضي الرادسي - 1965–66: الملعب النابلي - 1966–67: الزيتونة الرياضية - 1967–68: النجم الرياضي الرادسي - 1968–69: الزيتونة الرياضية - 1969–70: نادي النقل برادس - 1970–71: نادي النقل برادس - 1971–72: نادي النقل برادس - 1972–73: الملعب النابلي - 1973–74: شبيبة بوقطفة الرياضية - 1974–75: نادي سكك الحديد التونسي - 1975–76: نادي سكك الحديد التونسي - 1976–77: الترجي الرياضي التونسي - 1977–78: الترجي الرياضي التونسي - 1978–79: الترجي الرياضي التونسي - 1979–80: الملعب النابلي - 1980–81: النجم الرياضي الساحلي - 1981–82: النادي الإفريقي - 1982–83: نادي سكك الحديد الصفاقسي - 1983–84: نجم حلق الوادي والكرم - 1984–85: الزهراء الرياضية - 1985–86: نجم حلق الوادي والكرم - 1986–87: الترجي الرياضي التونسي - 1987–88: الزهراء الرياضية - 1988–89: الترجي الرياضي التونسي - 1989–90: الملعب النابلي | - 1990–91: الزهراء الرياضية - 1991–92: نجم حلق الوادي والكرم - 1992–93: الملعب النابلي - 1993–94: الترجي الرياضي التونسي - 1994–95: الزهراء الرياضية - 1995–96: الملعب النابلي - 1996–97: الملعب النابلي - 1997–98: الزهراء الرياضية - 1998–99: النادي الإفريقي - 1999–00: الاتحاد الرياضي المنستيري - 2000–01: النادي الإفريقي - 2001–02: الشبيبة الرياضية القيروانية - 2002–03: النادي الإفريقي - 2003–04: الملعب النابلي - 2004–05: الشبيبة الرياضية القيروانية - 2005–06: الدالية الرياضية بقرمبالية - 2006–07: الملعب النابلي - 2007–08: الملعب النابلي - 2008–09: الملعب النابلي - 2009–10: الملعب النابلي - 2010–11: النجم الرياضي الساحلي - 2011–12: النجم الرياضي الساحلي - 2012–13: النجم الرياضي الساحلي - 2013–14: النادي الإفريقي - 2014–15: النادي الإفريقي - 2015–16: النجم الرياضي الساحلي - 2016–17: النجم الرياضي الرادسي - 2017–18: النجم الرياضي الرادسي - 2018–19: النجم الرياضي الرادسي - 2019–20: الاتحاد الرياضي المنستيري - 2020–21: الاتحاد الرياضي المنستيري - 2021–22: الاتحاد الرياضي المنستيري - 2022–23: الاتحاد الرياضي المنستيري - 2023–24: الاتحاد الرياضي المنستيري - 2024–25: الاتحاد الرياضي المنستيري |

### حسب الفرق
| الفريق                      | الألقاب |
| --------------------------- | ------- |
| الملعب النابلي              | 12      |
| النجم الرياضي الرادسي       | 12      |
| الاتحاد الرياضي المنستيري   | 6       |
| الترجي الرياضي التونسي      | 6       |
| الزهراء الرياضية            | 5       |
| النجم الرياضي الساحلي       | 5       |
| النادي الإفريقي             | 5       |
| نجم حلق الوادي والكرم       | 3       |
| الزيتونة الرياضية           | 3       |
| الشبيبة الرياضية القيروانية | 2       |
| نادي سكك الحديد التونسي     | 2       |
| الدالية الرياضية بقرمبالية  | 1       |
| نادي سكك الحديد الصفاقسي    | 1       |
| شبيبة بوقطفة الرياضية       | 1       |
| الجمعية الرياضية الفرنسية   | 1       |

## مقالات ذات صلة
- بطولة تونس لكرة السلة للرجال
- كأس تونس لكرة السلة للسيدات
- الجامعة التونسية لكرة السلة

## وصلات خارجية
- ftbb.org.tn